# Charly Trussardi
Charly Vincenzo Ernst Trussardi (Baie-Mahault, 21 marzo 1997) è un rugbista a 15 francese internazionale per l'Italia, mediano di mischia del Albi.

## Biografia
Nato a Baie-Mahault in Guadalupa da padre italiano, crebbe in Francia formandosi rugbisticamente al Clermont.
Essendo idoneo a giocare sia per la Francia che per l'Italia, optò per quest'ultima e tra il 2016 e il 2017 prese parte ai Sei Nazioni e ai campionati mondiali di categoria.
Nel 2017 debuttò in prima squadra per Clermont e, con tale club, vinse il campionato giovanile francese; fu poi in prestito per il resto della stagione 2017-18 in seconda divisione a Béziers.
Nel 2019 fu ingaggiato in Italia al Benetton in Pro14.
Per la stagione 2020-21 il club trevigiano permise il tesseramento in TOP10 di Trussardi come permit player al Rovigo; con la squadra del Polesine si è laureato campione d'Italia a fine stagione.

## Palmarès
- Campionati italiani: 1
Rovigo: 2020-21